# 畢秀 (進士)
畢秀（1619年8月14日—？年），號華岩，山東濟南府新城縣人，順治十一年甲午科順天鄉試第192名舉人，順治十五年戊戌科詩經房中式第83名，殿試三甲48名進士，都察院觀政。